# Graff pink
Le Graff Pink est un rare diamant rose taillé en émeraude, de 24,78 carats, appartenant au bijoutier londonien Laurence Graff. Aussi connu sous le nom de diamant rose de Harry Winston, sa couleur, sa pureté VVS2 et surtout son type IIa le placent dans une catégorie recherchée puisqu’elle représente moins de 2 % des diamants répertoriés au monde.
Le 16 novembre 2010, ce diamant est devenu le diamant le plus cher au monde lorsqu'il a atteint le prix de 46 millions de dollars lors d'une vente aux enchères chez Sotheby's à Genève.

## Histoire
On sait peu de chose avant l'achat du diamant, dans les années 1950, par Harry Winston, le célèbre bijoutier américain des stars. Ce diamant peu connu était cependant décrit comme un des plus beaux jamais découverts. Il est resté pendant une soixantaine d'années chez un collectionneur anonyme indien qui l'a vendu aux enchères, la mode des diamants colorés faisant remonter leur prix.
La pierre, montée en bague, est devenue le diamant le plus cher au monde lorsqu'il a atteint le prix de 46 millions de dollars (34 millions d'euros) le 16 novembre 2010 chez Sotheby's à Genève. Son acheteur, Laurence Graff, négociant en diamants et propriétaire de Graff Diamonds, battait ainsi son propre record, établi lorsqu'il avait acquis le Wittelsbach pour 16,4 millions de livres sterling lors d'une vente aux enchères de Christie's.

## Caractéristiques
Certifiée « Fancy intense Pink », c'est-à-dire « rose intense de qualité supérieure », par le Gemological Institute of America (GIA), cette pierre précieuse est d'une qualité très rare. Outre son poids, elle combine une pureté exceptionnelle (VVS2, c'est-à-dire que les défauts ne sont décelables qu'à la loupe) avec un type IIa, qui signifie qu'elle ne contient ni azote ni bore, éléments limitant la transparence.
M. Graff avait fait sourciller bien des gens lorsqu'il avait annoncé vouloir redécouper le Wittelsbach après en avoir fait l'achat. Ses plans pour le diamant rose ne sont pas connus, mais Sotheby's a indiqué que la pierre possédait une faille invisible à l'œil nu et que le diamant pourrait devenir sans défaut s'il était taillé à nouveau. Ce défaut, qui peut d'ailleurs être attribué à un dommage postérieur au taillage de la pierre, ferait passer la pureté du diamant à l'indice VVS1, voire IF.

## Autres diamants roses célèbres
- Grand Mazarin
- Daria-e nour
- Martian Pink
- Pink Legacy
- Grand Mazarin
- Diamanta Grande Table